# The Jealous Husband
The Jealous Husband é um filme mudo norte-americano de 1911 em curta-metragem, do gênero comédia, dirigido por D. W. Griffith e Henry Lehrman.

## Elenco
- Edward Dillon
- Vivian Prescott
- Dell Henderson